# Milinac
Milinac – wieś w Chorwacji, w żupanii osijecko-barańskiej, w gminie Levanjska Varoš. W 2011 roku liczyła 28 mieszkańców.